# Kazuki Takahashi (Fußballspieler, 1996)
Kazuki Takahashi [ˈtakahashi] (japanisch 高橋一輝 Takahashi Kazuki; * 6. Oktober 1996 in Noda, Präfektur Chiba) ist ein japanischer Fußballspieler.

## Karriere
Takahashi spielte in seiner Jugend für verschiedene Vereine aus Kashiwa, ehe ihn 2014 der spanische Zweitligisten CD Leganés in seinen Nachwuchs holte. Anschließend spielte er anderthalb Jahre für Real Aranjuez sowie eine Spielzeit beim FK Igalo aus Montenegro. Die Saison 2018 verbrachte er beim finnischen Zweitligisten FF Jaro. Im Februar 2019 wurde er vom rumänischen Drittligisten FC U Craiova 1948 verpflichtet, nach dem verpassten Aufstieg verließ er den Klub bereits am Saisonende im Mai 2019 wieder. Im Sommer 2019 schloss er sich dem rumänischen Zweitligisten Pandurii Târgu Jiu an. Seit 2020 steht er nun beim AFC Eskilstuna in der schwedischen Superettan unter Vertrag.